# Comté de Hockley
Le comté de Hockley, en anglais : Hockley County, est un comté situé dans le nord-ouest de l'État du Texas aux États-Unis. Fondé le 19 novembre 1876, son siège de comté est la ville de Levelland. Selon le recensement des États-Unis de 2020, sa population est de 21 537 habitants. Le comté a une superficie de 2 353,1 km2, dont 2 352,7 km2 en surfaces terrestres. Il est nommé en l'honneur de George Washington Hockley (en), le secrétaire de guerre de la république du Texas.

## Organisation du comté
Le comté est fondé le 19 novembre 1876 à partir des terres du comté de Young. Il reste attaché à ce comté, pour l'aspect judiciaire puis en est détaché, le 25 février 1881, pour être rattaché successivement aux comtés de Baylor, puis de Crosby, de Hale et enfin celui de Lubbock. Il est définitivement organisé et rendu autonome, le 19 février 1921. 
Le comté est baptisé en référence à George Washington Hockley (en), chef d'état-major de l'armée du Texas pendant la révolution texane,. Il exerce plus tard, la fonction de secrétaire de guerre de la république du Texas.

## Géographie
Le comté de  Hockley se situe au nord-ouest de l'État du Texas, aux États-Unis,. Il fait partie de la région de l'ouest du Texas, au sud du Texas Panhandle et dans le Llano Estacado.
Il a une superficie totale de 2 353,1 km2, composée de 2 352,7 km2 de terres et de 0,4 km2 de zones aquatiques.

## Comtés adjacents
| Comté de Bailey  | Comté de Lamb    | Comté de Hale    |
| Comté de Cochran | comté de Hockley | Comté de Lubbock |
| Comté de Yoakum  | Comté de Terry   | Comté de Lynn    |

## Démographie
Lors du recensement de 2010, le comté comptait une population de 22 935 habitants. Elle est estimée, en 2017, à 23 088 habitants.

Pyramide des âges du comté de Hockley (2000).

| Groupes           | Comté de Hockley | Texas | États-Unis |
| ----------------- | ---------------- | ----- | ---------- |
| Blancs            | 78,5             | 70,4  | 72,4       |
| Autres            | 14,2             | 10,6  | 6,4        |
| Afro-Américains   | 3,7              | 11,9  | 12,6       |
| Métis             | 2,5              | 2,5   | 2,7        |
| Amérindiens       | 0,9              | 0,7   | 0,9        |
| Asiatiques        | 0,3              | 3,8   | 4,8        |
| Total             | 100              | 100   | 100        |
|                   |                  |       |            |
| Latino-Américains | 43,6             | 37,6  | 16,7       |